# NGC 7104
NGC 7104 este o galaxie activă situată în constelația Capricornul. A fost descoperită în 1886 de către Frank Muller. Se află la o distanță de 133,04 de megaparseci de Pământ.